# Adamowo (Biskupiec)
Adamowo (deutsch Adamshof) ist ein Ort in der polnischen Woiwodschaft Ermland-Masuren. Er gehört zur Gmina Biskupiec (Stadt-und-Land-Gemeinde Bischofsburg) im Powiat Olsztyński (Kreis Allenstein).

## Geographische Lage
Adamowo liegt in der westlichen Mitte der Woiwodschaft Ermland-Masuren, 23 Kilometer südwestlich der früheren Kreisstadt Rößel (polnisch Reszel) bzw. 36 Kilometer nordöstlich der heutigen Kreismetropole und auch Woiwodschaftshauptstadt Olsztyn (deutsch Allenstein).

## Geschichte
1854 ist das Gründungsjahr der kleinen Siedlung Adamshof. Bis 1945 war sie ein Wohnplatz innerhalb der Stadtgemeinde Biskupiec (Bischofsburg) im ostpreußischen Kreis Rößel.
Im Jahre 1885 zählte Adamshof 66 Einwohner, im Jahre 1900 waren es noch 39.
Innerhalb des südlichen Ostpreußen, das in seiner Gesamtheit 1945 in Kriegsfolge an Polen fiel, bekam Adamshof die polnische Namensform „Adamowo“. Heute ist es eine Ortschaft innerhalb der Stadt-und-Land-Gemeinde Biskupiec (Bischofsburg) im Powiat Olsztyński (Kreis Allenstein), von 1975 bis 1998 der Woiwodschaft Olsztyn, seither der Woiwodschaft Ermland-Masuren zugehörig. Im Jahre 2021 zählte Adamowo 213 Einwohner.

## Kirche
Bis 1945 war Adamshof in die evangelische Kirche Bischofsburg in der Kirchenprovinz Ostpreußen der Kirche der Altpreußischen Union, außerdem in die römisch-katholische Kirche der Stadt im damaligen Bistum Ermland eingepfarrt.
Katholischerseits gehört Adamowo auch heute noch zur Pfarrei Biskupiec, die jetzt dem Erzbistum Ermland zugeordnet ist. Evangelischerseits gehört Adamowo zur jetzigen Kapellengemeinde Biskupiec, einer Filialgemeinde der Kirche Sirkwity (Sorquitten) in der Diözese Masuren der Evangelisch-Augsburgischen Kirche in Polen.

## Verkehr
Adamowo liegt an der verkehrsreichen polnischen Woiwodschaftsstraße 590 (frühere deutsche Reichsstraße 141), die in Nord-Süd-Richtung durch die Woiwodschaft Ermland-Masuren verläuft und die Städte Barciany (Barten), Korsze (Korschen), Reszel (Rößel) mit  Biskupiec (Bischofsburg) verbindet.
Eine Anbindung an den Bahnverkehr besteht nicht.